# Spirapril
A spirapril (Renormax®) egy  ACE-gátló antihipertenzív gyógyszer.
A spirapril prodrug, azaz aktív metabolitja a  spiraprilat a szervezetben alakul ki.  A csoport többi tagjától eltérően a vesén és a májon át is ürül, ezért vesekárosult betegeknek is adható.

## Készítmények
- Quadropril (AWD pharma)